# بات ماكنلي
بات ماكنلي (بالإنجليزية: Pat McGinlay)‏ هو لاعب كرة قدم بريطاني في مركز الوسط، ولد في 30 مايو 1967 في Partick ‏ في المملكة المتحدة. شارك مع منتخب اسكتلندا الثانوي لكرة القدم ‏. أما مع النوادي، فقد لعب مع نادي آير يونايتد ونادي بلاكبول ونادي سلتيك ونادي هيبرنيان.

## وصلات خارجية
- بات ماكنلي على موقع قاعدة بيانات كرة القدم.إي يو (الإنجليزية)
- بات ماكنلي على موقع Soccerbase.com (لاعب) (الإنجليزية)